# Objaw Auspitza
Objaw Auspitza – charakterystyczny, choć nieswoisty dla łuszczycy objaw, polegający na wystąpieniu punktowego krwawienia w miejscu zdrapania (przy użyciu nieco większej siły niż dla wywołania objawu świecy stearynowej) chorobowych łusek – przyczyną jest płytsze, niż w skórze zdrowej, położenie naczyń krwionośnych. Opisany przez Heinricha Auspitza (1835-1886).